# 안청초등학교
안청초등학교는 대한민국 경상남도 창원시에 있는 공립 초등학교이다.

## 학교 연혁
- 2019.02.15	제67회 졸업장 수여식(총 졸업생:4048명)
- 2018.02.13	제66회 졸업식(총 졸업생 : 3,870명)
- 2016.09.01	제29대 하은숙 교장 부임
- 2016.01.01	안청역사관 개관
- 2009년 7월 3일 한진해운 신항만(주)과 자매결연
- 2009년 6월 23일 영어체험교실, U-class 개관식
- 2009년 2월 3일 영어체험학습실 조성
- 2008년 3월 1일 제24대 김정숙 교장 부임
- 2005년 9월 1일 새학교 건축 이설(48학급 규모)
- 1996년 3월 1일 안청초등학교로 개칭
- 1985년 9월 1일 병설유치원 개원
- 1949년 3월 26일 안청국민학교로 승격
- 1947년 12월 26일 용원국민학교 안청분교 개교(現 진해유치원 부지)

## 참고 자료
- 안청초등학교 - 한국교육학술정보원 학교알리미